# 小行星3991
小行星3991（英語：3991 Basilevsky）是一颗围绕太阳公转的小行星。1987年9月26日，愛德華·鮑威爾在可可尼诺县发现了此天体。
这颗小行星的绝对星等为356.0997869499367等。